# Jagadamba

Neuzeitliche Darstellung von Jagadamba als Mutter (Erschafferin) des Universums; die hinduistischen Hochgötter Brahma, Vishnu und Shiva sind nur ihre Emanationen.

Jagadamba (Sanskrit जगदम्बा, auch Jaganmata etc.) ist eine in den dörflich ländlichen Gebieten des Bundesstaats Maharashtra, Indien, des Öfteren verehrte Muttergottheit, die in etwa den Aspekten der hinduistischen Hauptgöttinnen entspricht.

## Name
Jagadamba bedeutet „Mutter der Welt“ und ist abgeleitet aus den Sanskrit-Wörtern jagad (= „Welt“, „Universum“) und amba (= „Mutter“). Aus ihrem Namen entstand eine Ehrenbezeichnung, die auch auf andere hinduistische Hochgöttinnen wie Kali, Durga, Parvati oder Lakshmi Anwendung finden kann. Die Bezeichnungen oder Namen Amba oder Ambika (= „Mutter“ bzw. „Mütterchen“) sind in etwa gleichbedeutend.

## Geschichte
Die meisten der heutzutage der Göttin Jagadamba geweihten Tempel sind mehr als 1000 Jahre alt und es steht zu vermuten, dass in zahlreichen Tempeln die ursprüngliche Götterfigur nicht mehr erhalten ist. Der Jagadamba-Kult wurde wahrscheinlich in den Städten – nach Unterbrechungen durch den Islam – durch die Migrationsbewegungen des 19. und 20. Jahrhunderts wiederbelebt.

## Tempel

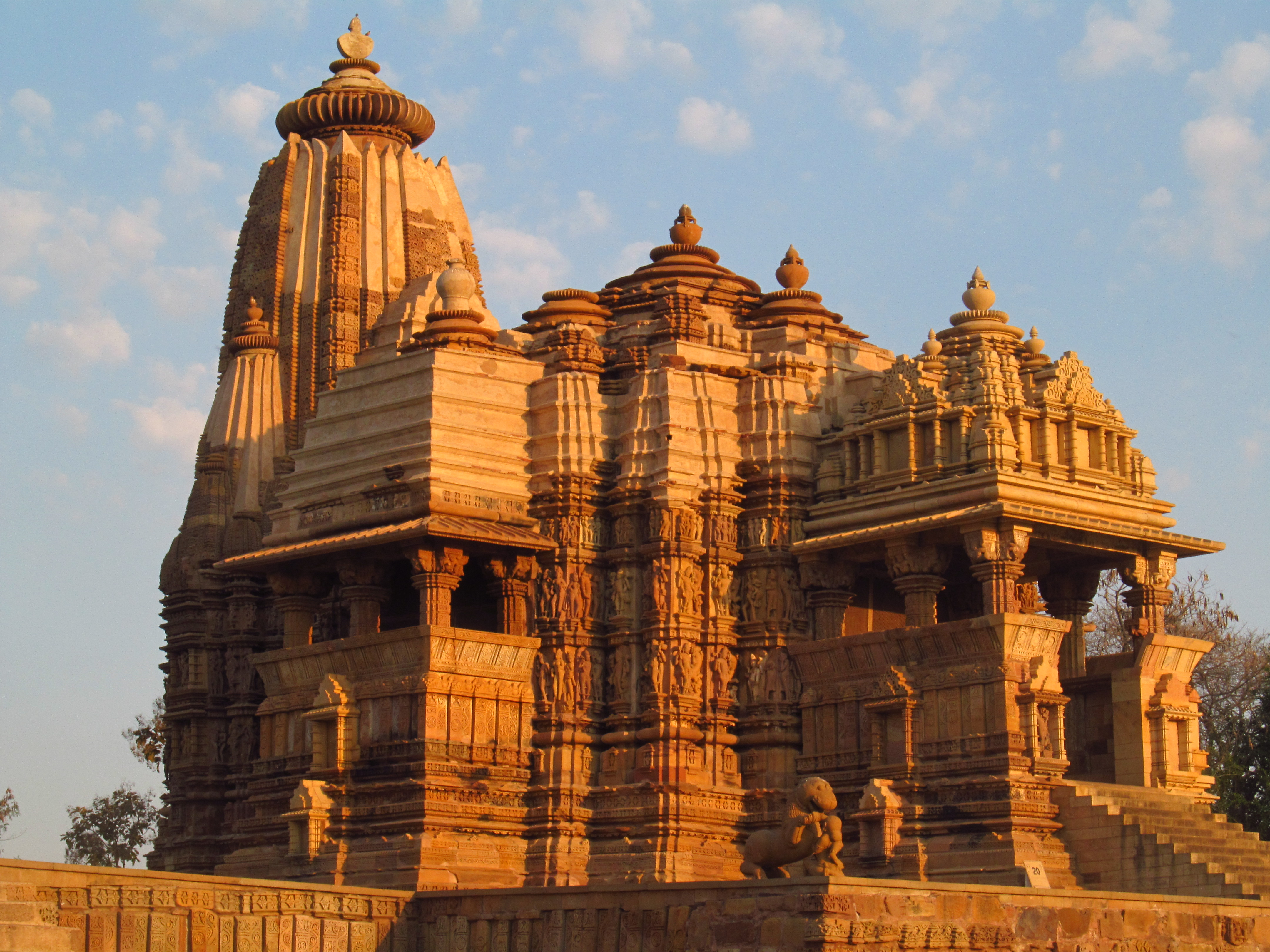
Devi-Jagadambi-Tempel in Khajuraho, Madhya Pradesh
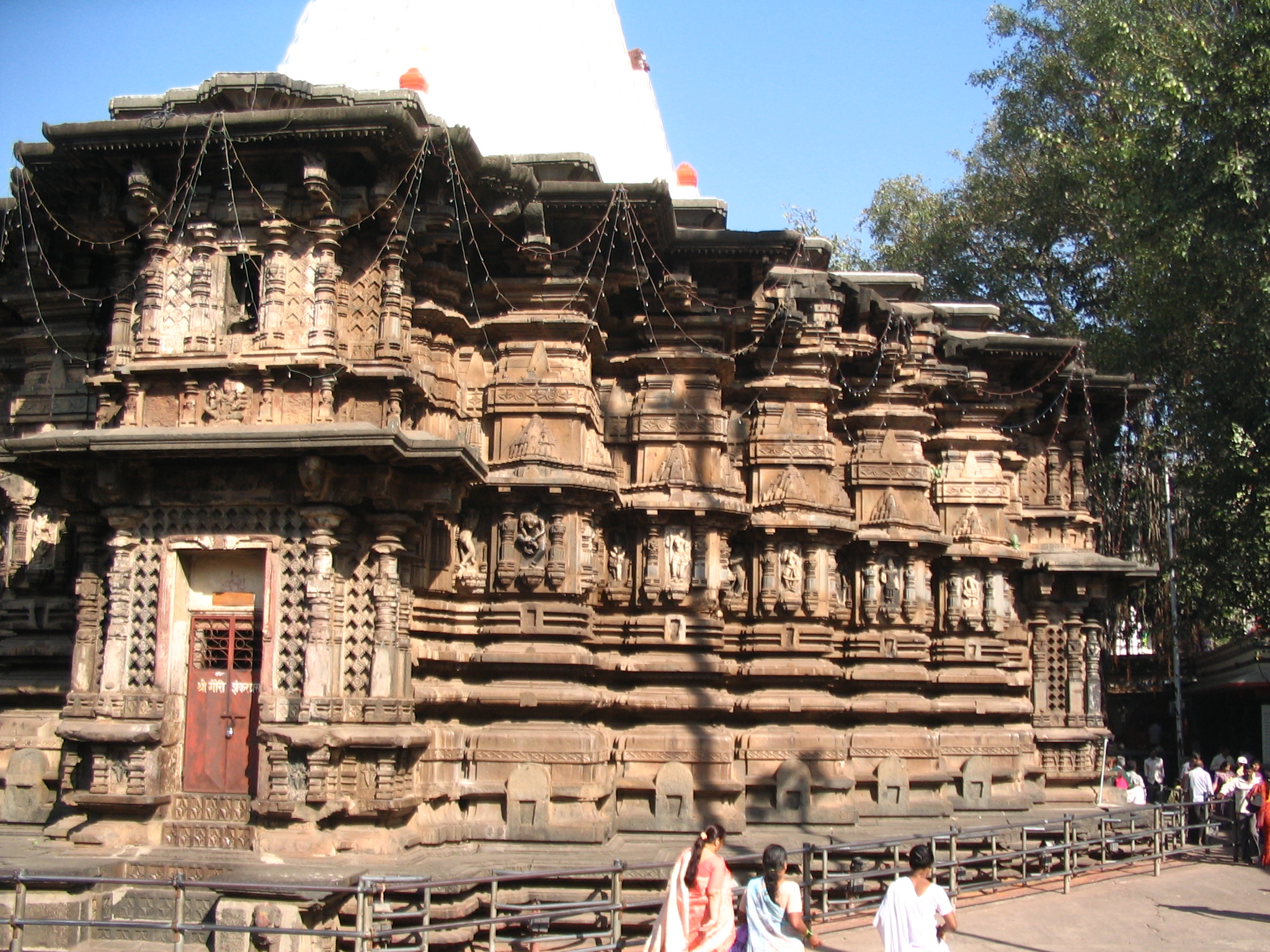
Mahalakshmi-Tempel in Kolhapur, Maharashtra
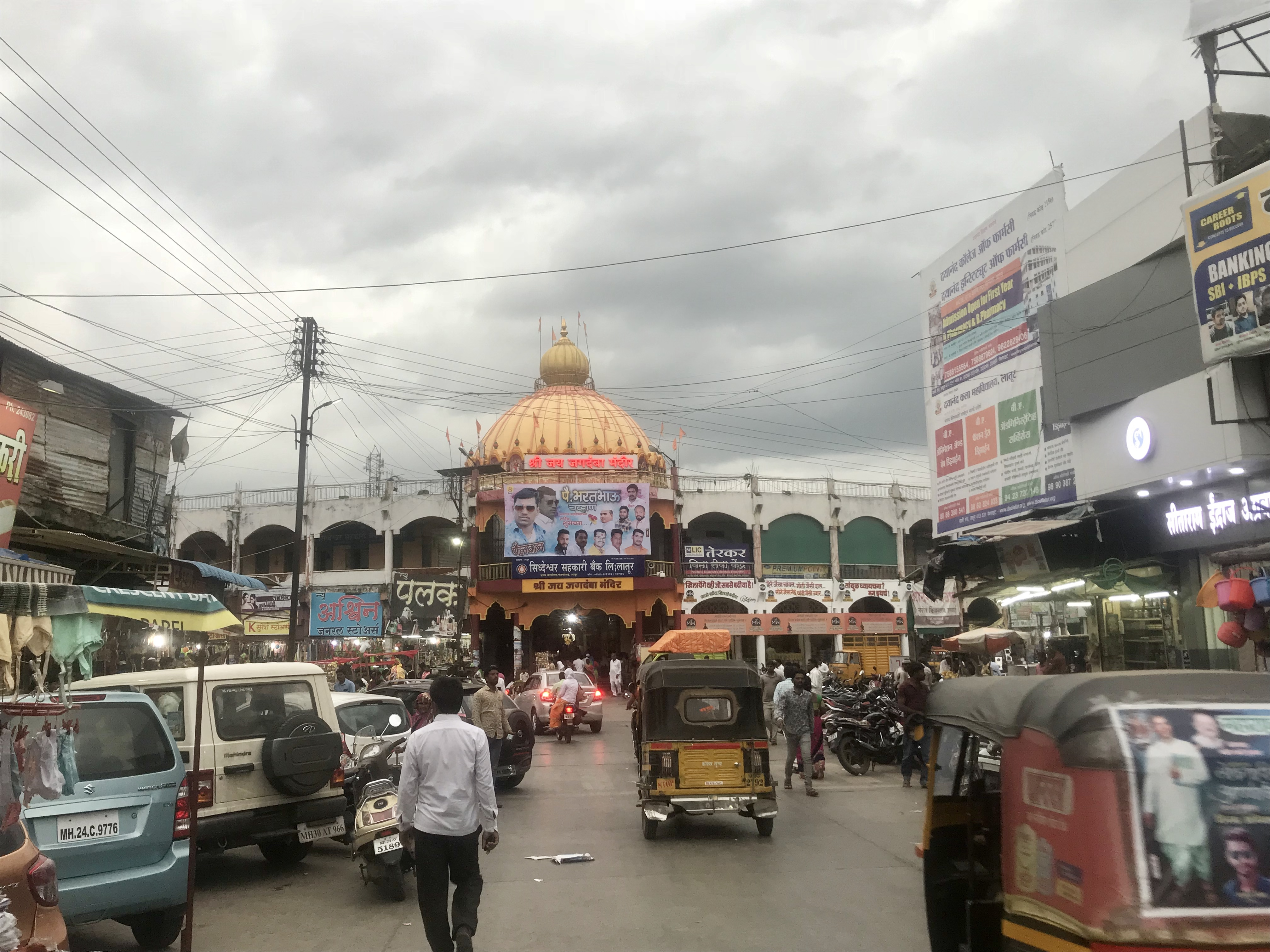
Jagdamba-Mata-Tempel in Ganj Golai, Latur, Maharashtra
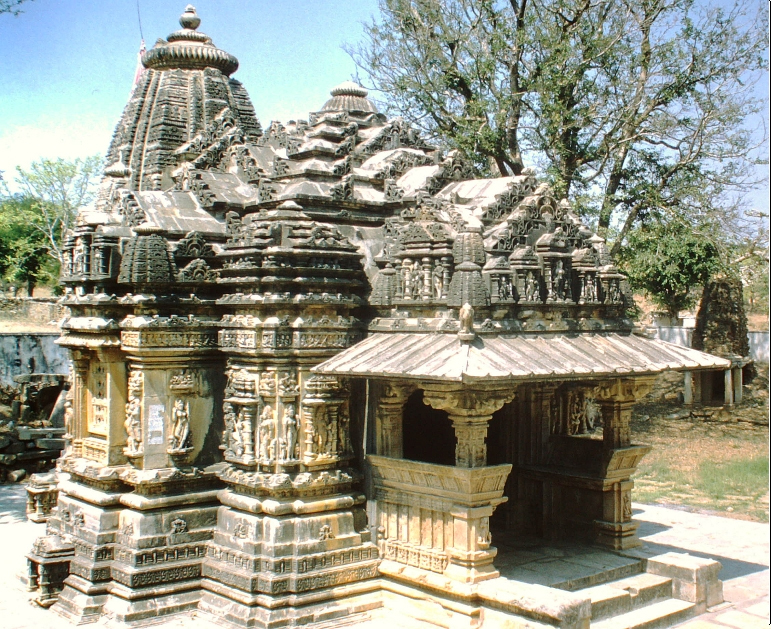
Ambika-Mata-Tempel, Jagat, Rajasthan